# Sergej Nikolaevič Bulgakov
Sergej Nikolaevič Bulgàkov (in russo Сергей Николаевич Булгаков?; Livny, 28 luglio [16 luglio secondo il calendario giuliano] 1871 – Parigi, 12 luglio 1944) è stato un filosofo, teologo e scrittore russo.
Prete ortodosso, amico di Pavel Aleksandrovič Florenskij, genio multiforme e possente, si segnalò per la sua capacità di armonizzare un'acuta intelligenza e una grande capacità speculativa con una profonda vita spirituale e un tratto rispettoso e attento.

## Biografia e opere

### Infanzia e gioventù: 1871-1895
Sergej Bulgakov nacque a Livny, nel governatorato russo di Orël.  Suo padre era un prete, protoierej Nikolaj, rettore della chiesa di un cimitero; preti o diaconi erano stati per sei generazioni anche i suoi antenati, «quegli uomini della famiglia Bulgakov che, una volta convertiti dall'islamismo, si mantennero sempre fermi nella fede».
La vita di quegli anni non fu delle più facili, anche se Bulgakov ne avrebbe conservato un ricordo sereno: dei sette fratelli di Sergej, soltanto due sopravvissero fino alla maturità.
«L'alcolismo, che avrebbe falciato la vita di un fratello di Sergej Nikolaevic, non era estraneo neanche al padre, che pure egli descrive come uomo timido, scrupoloso, severo, mentre della madre sottolinea vivacità, fantasia, ambizione».
Sergej ebbe una prima educazione di carattere tradizionale: a dieci anni, nel 1881, entrò nella scuola ecclesiastica primaria di Livny, con l'intenzione di seguire il padre nella via del ministero ecclesiastico; passò nel 1884 al Seminario di Orël.  Ben presto, però, si fece strada in lui una profonda crisi di fede, che lo portò a lasciare il Seminario: ottenne dal padre il permesso di trasferirsi nella città di Elec per terminare gli studi liceali.
Ma ormai, venuto a contatto con le nuove correnti culturali, con l'intelligencija russa del suo tempo, aveva perso del tutto la fede e abbracciato il marxismo.
Nonostante la sua propensione per la filosofia e le lettere, si iscrisse alla Facoltà di Giurisprudenza dell'Università di Mosca, si dedicò soprattutto alle scienze sociali e si specializzò in Economia politica, condividendo anche in questo con molti giovani esponenti dell'intelligencija l'intento di essere utile, servire l'umanità, il progresso, il pensiero scientifico.
Terminò gli studi accademici nel 1894, superando anche l'esame di libera docenza.  Dai primi anni di studio a Livny fino all'Università, si era distinto per la sua intelligenza vivace e acuta, che lo collocava ben al di sopra della media dei suoi coetanei.

### Intellettuale in Europa: 1895-1901
Nel 1896 Bulgakov pubblicò la sua prima opera, Il posto del mercato nella produzione capitalistica.
Sposatosi nel 1898 con Elena Ivanovna Tokmakova (da cui avrà la sua prima figlia, Maria nello stesso anno 1898), trascorse gli anni tra il 1898 e il 1900 all'estero, grazie ad una borsa di studio: gli era stato affidato un lavoro di ricerca da portare avanti nelle biblioteche di Berlino, Londra e Parigi; durante questo periodo passato nelle grandi capitali europee ebbe modo di legarsi in amicizia con Karl Kautsky, Karl Liebknecht e Rosa Luxemburg, e di prendere contatti con altre personalità di spicco del socialismo del tempo. Sono gli anni della grande fiducia di Bulgakov nell'ideale marxista, ma anche dei suoi primi incontri con la natura e con l'arte. Un ruolo peculiare nel suo percorso interiore fu giocato dall'incontro con la Madonna Sistina di Raffaello Sanzio, ammirata per la prima volta a Dresda nel 1898.
Terminata la sua ricerca scientifica, i cui risultati confluirono nei due volumi di Capitalismo e Agricoltura, nel 1901 ritornò in Russia, dove però non riuscì ad ottenere il dottorato, ma soltanto il grado di magister; ciononostante gli fu assegnata la cattedra di Economia Politica al Politecnico di Kiev.

### Kiev: 1901-1906
Gli anni della sua permanenza all'estero videro crescere in lui, proprio in un contesto di condivisione entusiastica della causa socialista, la perplessità a proposito della validità scientifica del marxismo stesso.
L'iniziale entusiasmo cedette così il posto dapprima ad una specie di cupa rassegnazione, ad un nichilismo filosofico sul quale esercitò un certo influsso anche la lettura delle opere di Turgenev.  I cinque anni di Kiev segnarono così per Bulgakov il passaggio «dal marxismo all'Idealismo»; raccogliendo un successo eccezionale presso gli studenti in seguito ad una sua conferenza sull'opera filosofico-religiosa di Dostoevskij, era divenuto punto di riferimento culturale per un gran numero di giovani studenti.

### Mosca: 1906-1918
Questi sono anni di intensa attività accademica ma soprattutto ecclesiale, per Bulgakov: infatti, condotto da una forte esperienza spirituale, rientrò nella Chiesa, dedicandosi anche all'insegnamento teologico ai laici, tenendo conferenze e scrivendo libri e saggi.
Fu anche deputato alla seconda Duma (20 febbraio – 3 giugno 1907); eletto come rappresentante del governatorato di Orël, aderì ai programmi dei partiti socialisti democratici (si definisce “socialista cristiano”).  Al centro della sua preoccupazione, oltre ai problemi della riforma ecclesiastica, c'era la violenza terroristica e quella della repressione. Intervenne anche contro la pena di morte.
Intorno al 1908 va collocato il pieno rientro di Bulgakov nella Chiesa, con un periodo di ritiro in un eremo della foresta, la confessione, la partecipazione alla Divina Liturgia con la Comunione.  Nell'anno seguente perse il suo secondo figlio maschio, Ivašecka (nato nel 1905; il primo, Fëdor, era nato nel 1901), ma seppe affrontare questa tragedia familiare all'interno della nuova esperienza di fede. Un altro figlio, Sergej, sarebbe nato nel 1911.
Si colloca in questi anni la messa a punto di un progetto di filosofia cristiana: l'elaborazione della Sofiologia come risultato del contatto tra la proposta cristiana ortodossa e i diversi problemi metafisici.  Bulgakov espresse per la prima volta il suo pensiero sulla Sapienza di Dio nella Filosofia dell'Economia (1912).  In questo testo, l'economia è intesa in un senso ampio, come sinonimo di ogni attività creatrice dell'uomo, a livello conoscitivo, estetico, pratico, di ogni attività, cioè, attraverso cui l'uomo trasforma il mondo in cui è inserito.
In quegli anni, però, sicuramente legata al suo rientro nella Chiesa e al suo rifiuto dell'atteggiamento rivoluzionario, si fece strada in lui una certa simpatia per le posizioni nazionaliste e conservatrici: si accosta a gruppi di impronta tradizionalista, che tuttavia con il loro incoerente attaccamento al passato non seppero soddisfarlo.  È comunque innegabile che ci sia stato un periodo in cui Bulgakov abbia simpatizzato per le posizioni politiche della destra nazionalista (forse condividendone anche l'antisemitismo): egli accolse l'ingresso della Russia nella prima guerra mondiale con entusiasmo marcatamente slavofilo, sperando che la sconfitta dell'Impero tedesco avrebbe portato con sé anche il crollo della cultura tedesca, e trovò l'oggetto di un amore quasi irrazionale nella figura dello zar, di cui visse la deposizione e l'uccisione come una tragedia.
La Rivoluzione d'ottobre segnò il crollo del vecchio impero russo, e la Chiesa ortodossa perse il suo potente protettore e i vantaggi di cui godeva.  Ma propria questa inedita situazione di disagio e persino di persecuzione vede il risvegliarsi in molti di un nuovo entusiasmo e della volontà di dedicarsi alla testimonianza cristiana: Bulgakov stesso partecipò come membro laico al Concilio panrusso per il rinnovamento della Chiesa ortodossa (1917), che tendeva a costituirsi come "comunità indipendente" dallo Stato.  Fu in questo clima di riforma dell'Ortodossia russa (venne anche restaurato il Patriarcato, visto che dal 1721 la Chiesa ortodossa russa era governata dal Santo Sinodo e il controllata da un procuratore dello Stato) che Bulgakov maturò la decisione di assumere il ministero ecclesiale; divenne collaboratore del nuovo patriarca Tichon di Mosca e venne ordinato prete l'11 giugno 1918.

### Crimea: 1918-1922
Nel contesto caotico e violento della Rivoluzione bolscevica, Bulgakov, quando venne ordinato prete e divenne membro del supremo consiglio ecclesiastico, perse la sua cattedra all'Università di Mosca e si trovò costretto a ritirarsi in Crimea, nella proprietà della suocera.
Costretto ad abbandonare l'ambiente accademico (era riuscito ad insegnare all'Università di Sinferopoli fino al 1921), passò il suo tempo per lo più scrivendo; è a questo periodo che si deve far risalire la stesura di opere pubblicate in seguito: La tragedia della Filosofia, e La filosofia del nome, un tentativo di costruire una gnoseologia e una teoria del linguaggio fondate sulla fede cristiana.

### Praga: 1923-1925
Nel 1923 le autorità politiche cacciarono dall'Unione Sovietica padre Sergej con la moglie, la figlia e uno dei due figli. Perdendo così tutto ciò che possedeva, egli si recò dapprima a Istanbul, e poi a Praga, che all'epoca era il centro dell'emigrazione politica russa.  La città boema era, all'epoca, un centro molto vivace per la cultura russa in esilio, che qui avviava nuove iniziative e attività, con un entusiasmo forse un po' utopista, ma comunque sincero.  Bulgakov tenne alcune lezioni alla Facoltà russa di Teologia e di Diritto canonico, ma soprattutto si dedicò alla produzione teologica.  Il periodo di Praga, tuttavia, non sarebbe durato molto: nel 1925 il metropolita Eulogio, vescovo designato dal patriarcato di Mosca per la guida della Chiesa russa in Europa, decise di organizzare a Parigi una Scuola Superiore di Teologia, l'Istituto di Teologia Ortodossa San Sergio, e ne chiamò alla guida proprio padre Sergej, che in quello stesso anno si stabilì definitivamente a Parigi e venne eletto decano a vita dell'Istituto.

### Parigi: 1925-1944
Bulgakov a Parigi fu professore di teologia dogmatica all'Istituto di Teologia, padre spirituale, animatore del movimento ecumenico (fu spesso impegnato nel dialogo con rappresentanti della Chiesa Anglicana, ma partecipò anche attivamente alle conferenze di Losanna del 1927 – dove illustrò ai delegati protestanti la posizione della Madre di Dio nella Chiesa Ortodossa – e di Oxford e Edimburgo del 1937).
In questi anni videro la luce le sue opere principali; nella selva dei titoli di testi singoli, di articoli, di dispense scolastiche, basta ricordare la trilogia sulla Sapienza di Dio nella creazione: L'amico dello sposo (1927, su san Giovanni Battista), La scala di Giacobbe (1929, sugli angeli) e Il roveto ardente (1927, sulla Madre di Dio), e la "trilogia maggiore sulla Divino-umanità": L'Agnello di Dio (1927, su Gesù Cristo), Il Paraclito (1936, sullo Spirito Santo) e La sposa dell'Agnello (1945, su Chiesa, storia, sacramenti ed escatologia).
Ma proprio questi anni di vivace produzione teologica furono anche gli anni delle prove più pesanti per Bulgakov, accusato di essersi allontanato, nella sua teologia, dall'ortodossia.  Già nel 1924, quando Bulgakov era ancora a Praga, il metropolita Anton Chrapovickij di Kiev scrisse un articolo su un giornale russo pubblicato a Belgrado nel quale accusava Florenskij e Bulgakov di introdurre una quarta persona nella Trinità: la "Sapienza", forza cosmica e mediatrice tra Dio e il mondo.
Si mise in moto tutta una serie di polemiche, che sarebbe stato difficile placare: altri ecclesiastici espressero il loro malcontento, e il Sinodo di Karlovcy del marzo 1927 si lamentava per l'insegnamento modernista che veniva impartito nello Studio di San Sergio.
Le polemiche e le accuse continuarono in un clima avvelenato, fino a quando, nel settembre-ottobre 1935, il Patriarcato di Mosca e il Sinodo di Karlovcy, indipendentemente l'uno dall'altro, condannarono la dottrina di Bulgakov come eretica, in particolare per il fatto che introduceva elementi gnostici nel Cristianesimo.
Furono soprattutto esponenti di movimenti russi monarchici che accusarono pesantemente Bulgakov e l'Istituto San Sergio.
Bulgakov rispose alle accuse lamentando il fatto che gli autori della condanna non conoscevano che vagamente le sue opere teologiche, avendone esaminati soltanto degli estratti letti al di fuori del loro contesto.
La Chiesa ortodossa russa non si è ancora espressa in modo risolutivo a proposito della questione, che tra l'altro sembra già essersi molto attenuata dopo la morte dello stesso Bulgakov.
Nel 1939 si ammalò di cancro alla gola e dovette subire l'asportazione delle corde vocali; ciononostante non si diede ancora per vinto: imparò a parlare senza voce, fino al punto di tenere ancora alcune conferenze.
Morì il 12 luglio 1944, proprio al termine della compilazione di un suo commentario all'Apocalisse che sarebbe stato pubblicato postumo.

## Bulgakov e il marxismo
Uscito dal seminario, Bulgakov venne a contatto con le correnti culturali dell'intelligencija russa del suo tempo, e perse del tutto la fede; «insoddisfatto della dottrina formalistica impartita in seminario, egli abbracciò la "religione" pressoché obbligatoria per l'intelligencija del suo tempo: il marxismo, che rivestiva i tratti di un idealismo sociale "scientificamente" fondato».
Era abbastanza comune il fatto che i figli dei preti ortodossi – come del resto accadeva per i figli dei pastori protestanti dal XVIII al XX secolo – si allontanassero dai loro padri (sia "carnali" sia spirituali) per diventare giovani rivoluzionari (lo stesso Stalin era stato in seminario negli anni 1893-1899), «delusi dall'ambiguità con cui i loro padri, identificando tranquillamente il governo degli zar e dei metropoliti con il “governo di Dio”, conducevano i popoli della cristianità sui campi di battaglia della prima guerra mondiale in un'atmosfera di prediche e di incenso».
Nonostante la sua propensione per la filosofia e le lettere, si iscrisse alla Facoltà di Giurisprudenza dell'Università di Mosca, si dedicò soprattutto alle scienze sociali e si specializzò in Economia politica, condividendo anche in questo con molti giovani del suo tempo l'intento di «essere utile, servire l'umanità, il progresso, il pensiero scientifico».  Il marxismo appariva a Bulgakov, come d'altra parte a gran parte della gioventù russa, come una morale scientifica, un servizio verso il popolo e un porsi a servizio dei suoi fratelli più umili.
Colpisce la relativa rapidità con cui Bulgakov, dopo aver abbracciato il marxismo negli anni dell'Università, giudicò poi il pensiero marxista estremamente debole dal punto di vista teoretico.  Già alcuni passaggi della sua tesi di dottorato lasciano trasparire l'insoddisfazione di Bulgakov per la visione marxista della storia:
Questo cambiamento di giudizio a proposito del pensiero di Karl Marx suscitò anche le ire di Lenin, che pure in precedenza aveva manifestato la sua stima per Bulgakov.
La prima reazione di Bulgakov fu quella di tentare di «verificare Marx con Kant, e non viceversa».  Se il criticismo kantiano, riletto dagli esponenti del neokantismo di fine Ottocento (Wilhelm Schuppe, Paul Natorp, Wilhelm Windelband), appariva agli occhi di Bulgakov come una regola di pensabilità scientifica e rigorosa, il suo tentativo era quello di dare alla sociologia e alla prassi politico-sociale marxista una base teoretica valida.  Ma fu proprio la filosofia di Kant a permettergli di ritrovare e fondare filosoficamente quella che era una sua profonda convinzione, messa tra parentesi durante il periodo della sua crisi religiosa: lo spirito umano come un che di irriducibile alla storia, un dato previo rispetto al dinamismo sociale, anzi la condizione trascendentale di possibilità di ogni agire storico.
Il tentativo di “verificare Marx con Kant” non diede il frutto sperato, e nel giro di qualche anno Bulgakov si spostò su posizioni idealiste di tipo schellinghiano.
Il 17 ottobre 1905, uno dei giorni in cui ebbero culmine i moti rivoluzionari e i pogrom, rappresenta anche la data precisa della rinuncia di Bulgakov alla rivoluzione come soluzione dei problemi sociali; ciononostante, durante il 1906 e nel 1907 inoltrato, Bulgakov sperava con qualche ottimismo che un movimento cristiano socialista sarebbe emerso dalla rivoluzione del 1905.  «Egli credeva che la grande maggioranza dei russi avrebbe aderito ad una forza cristiana che lottasse per un'illuminata riforma sociale ed economica.  Pareva persino possibile che l'intellettualità rivoluzionaria potesse essere indotta a esercitare il suo eroismo in una direzione non nichilista, ma positiva, se avesse ammesso che la sua ricerca nasceva da una esigenza religiosa».

## Bulgakov e l'arte: laMadonna Sistina
Il percorso intellettuale di Bulgakov fu costellato da alcuni "incontri" particolarmente significativi, che il teologo avrebbe saputo poi rievocare e contemplare in visione prospettica, dal punto di vista di chi riconosce nella propria vita un intervento superiore che misteriosamente ne ha guidato gli avvenimenti.
Se è pur vero che non possono essere tralasciati un primo incontro con la grandiosità della natura, durante un viaggio in treno nel sud della Russia (primavera 1894), e un altro, di segno negativo, con la folla eccitata e violenta durante una manifestazione politica poi degenerata in saccheggio e pogrom (ottobre 1905), senza dubbio il primo posto per importanza tra questi incontri tutti particolari va lasciato a quello con la Madonna Sistina di Raffaello.
La Sacra conversazione di Raffaello Sanzio, molto più conosciuta come "Madonna Sistina" perché fu dipinta per la chiesa di San Sisto a Piacenza, è una pala d'altare che risale agli anni 1513 1514, quando il pittore si trovava nel pieno della sua attività a Roma.  In quel periodo Raffaello realizzava numerosi ritratti, che si andavano arricchendo sempre più dello studio della personalità dei soggetti raffigurati, della capacità di trasmettere nella tela la loro carica emotiva e del tentativo di coinvolgere lo spettatore quasi in un rapporto “a tu per tu” con il personaggio.  Ebbene, queste caratteristiche si ritrovano anche nella Madonna Sistina.
La descrizione delle reazioni interiori di Bulgakov di fronte all'opera di Raffaello è in qualche modo emblematica del procedere e dell'evolversi del suo pensiero e del suo atteggiamento nei confronti della fede cristiana.
Il primo incontro con la Madonna Sistina, Bulgakov lo ebbe nel 1898, anno di inizio della sua permanenza all'estero come ricercatore.  A Dresda, ebbe modo di entrare, come un qualsiasi turista, nella Gemäldegalerie Alte Meister dello Zwingermuseum.  E qui il suo sguardo incontra quello della Vergine: 
(S.N. Bulgakov, Svet nevecernij, Moskva 1917, p. 8)
In un'opera dello stesso anno, Economia e diritto, l'ultimo scritto a difesa del marxismo, Bulgakov cita la Madonna Sistina come esempio di fatto storico irriducibile ad una spiegazione economicista, ad una legge storica generale.  Può darsi addirittura che Bulgakov già conoscesse e condividesse almeno in parte le idee sostenute da Solov’ëv in un suo articolo apparso su “Voprosy Filosofii e Psichologii” nel 1896, in cui era contestata una lettura materialista e meccanicista di Baruch Spinoza.  Comunque, conclude Pier Cesare Bori, «lo Zwinger è il luogo del primo risolversi [del conflitto causalità meccanica marxista e provvidenzialità sapienziale]. Da questo momento Bulgakov muove su una linea che lo porta all'idealismo, e poco importa attraverso quali precisi percorsi, perché il passo decisivo è qui: qui c'è già tutto».
Nel 1924, durante il suo esilio, Bulgakov ebbe modo di recarsi nuovamente allo Zwinger di Dresda, ma questo nuovo incontro con la Madonna di Raffaello si rivelò per lui una grande delusione: egli ormai si trovava in un atteggiamento spirituale ben diverso da quello di più di vent'anni prima, e con il mutamento dell'esperienza spirituale aveva portato con sé anche un diverso approccio con l'arte. Bulgakov si rendeva conto che quel quadro non era un'icona, che non vi era rappresentata la "Madre di Dio", ma soltanto una affascinante ragazza.  Bulgakov era cambiato, aveva preso coscienza del profondo divario che esiste tra l'arte religiosa occidentale (posteriore al XIII secolo e in particolare a Giotto) e l'icona bizantina: per questo non riusciva più ad incontrare, nella pala di Raffaello, quella rivelazione della Sapienza che venticinque anni prima lo aveva segnato così profondamente.

## L'incontro con il pensiero di Solov'ëv e la “filosofia cristiana”
Bulgakov aveva dedicato un saggio, intitolato Il contributo della filosofia di Vladimir Solov’ëv alla coscienza contemporanea, proprio a questo autore, morto nel 1900, di cui oggi si riconosce la profonda impronta lasciata allo sviluppo della filosofia, della letteratura e della poesia russa del XX secolo.
Per comprendere la struttura del pensiero di Solov'ëv e la sua influenza su Bulgakov, non si possono trascurare due “coordinate” fondamentali:	
- la spiritualità russa, spontaneamente portata a riconoscere ed ammirare la presenza del divino nella natura,[19]
- la cultura dell'epoca in cui Solov'ëv visse ed elaborò il suo pensiero: sono gli anni del simbolismo nella poesia, nella letteratura e nelle arti figurative.

( G. Manzoni, La spiritualità della Chiesa Ortodossa Russa, Bologna, EDB, 1993,  p. 491.)
Nasce così, dal convergere della sua riflessione razionale e soprattutto delle sue esperienze mistiche, la dottrina di Solov'ëv sulla Divina Sapienza, presenza e rivelazione di Dio nelle creature, unità divina del creato secondo il tempo e lo spazio.
Nel suo passaggio “dal Marxismo all'Idealismo”, Bulgakov si collega al pensiero di Solov'ëv, chiarendo così l'impostazione prevalentemente metafisica, e non etica (come in Lev Tolstoj), del proprio pensiero.
(Dal marxismo all’idealismo, op.cit., p. 111)
Bulgakov, inoltre, condivise con Solov'ëv il tentativo di elaborare una filosofia cristiana, tentativo che per lui è ancor più finalizzato a dare una strumentazione gnoseologica, critica, metafisica e lessicale, alla teologia cristiana.  Questo obiettivo era profondamente sentito dai teologi russi, soprattutto da quei teologi laici che già nel XIX secolo cercavano di recuperare l'originalità della teologia ortodossa (che per esprimersi faceva ricorso sempre più alle categorie della manualistica occidentale): tra questi basti citare Aleksej Stepanovič Chomjakov (1804-1860) e il suo tentativo di “rimettere in piedi” la fede cristiana-ortodossa dotandola di un linguaggio proprio.
L'assunzione della filosofia di Solov'ëv da parte di Bulgakov non fu comunque acritica: Bulgakov lamentava la lacunosità, l'incompletezza di quel sistema, che mancava, per esempio, di un piano di intervento sociale e politico.  Ebbe a scrivere:
( S. Bulgakov, La Sagesse de Dieu: Résumé de Sophiologie; traduit du russe par C. Andronikov, Lausanne, L’Age d’Homme, 1983,  p. 11.)
Bulgakov era così passato ad una nuova fase del suo cammino intellettuale, quella che poi lo avrebbe condotto alla riscoperta della fede cristiana e alla teologia: passava dall'idealismo alla fede senza più rinnegare quest'ultimo sistema filosofico, anzi mantenendolo come base metafisica ed epistemologica per il pensiero teologico.
Vi è chi rinviene un debito di Bulgakov nei confronti del sistema hegeliano, molto più di quanto egli stesso affermasse, dato che Bulgakov preferiva richiamarsi più volentieri ad un generico “Idealismo”. Egli avrebbe condiviso con Hegel (soprattutto con lo Hegel degli scritti religiosi giovanili, del periodo di Berna e Francoforte) il punto di partenza della ricerca filosofica: il desiderio di dare una spiegazione del rapporto tra Creatore e creatura.  Come il giovane Hegel nei suoi scritti teologici tentava di conciliare il finito con l'infinito e superare la religione del Dio lontano, così Bulgakov si preoccupa della mediazione che deve esistere tra Dio e il mondo, tra la natura e la soprannatura, l'immanenza e la trascendenza.  Secondo Bulgakov la “Sofia” rende possibile e realizza questa indispensabile mediazione.
Un altro autore da cui non si può prescindere per comprendere la "filosofia cristiana" di Bulgakov è F.W. Schelling, soprattutto nella sua fase "teosofica" (1805-1811, secondo la periodizzazione proposta da Giovanni Reale) e in quella della "filosofia positiva" (dal 1815 in avanti). Le analogie tra l'ultimo Schelling e Bulgakov sono davvero notevoli: senza dubbio il secondo fu debitore del primo.

## Opere
Opere di S.N. Bulgakov in lingua italiana
- S.N. Bulgakov, Il prezzo del progresso. Saggi 1897-1913, Casale Monferrato, Marietti, 1984.
- S.N. Bulgakov, Il Paraclito, Bologna, EDB, 1987.
- S.N. Bulgakov, La sposa dell'Agnello. La creazione, l'uomo, la Chiesa e la storia, Bologna, EDB, 1991.
- S.N. Bulgakov, L'Agnello di Dio. Il mistero del Verbo incarnato, Roma, Città Nuova, 1990.
- S.N. Bulgakov, Ivan Karamazov come tipo filosofico in «Russia Cristiana», n.s. IV, 1969, pp. 36–66.
- S.N. Bulgakov, Il roveto ardente. Aspetti della venerazione ortodossa della Madre di Dio, Cinisello Balsamo (Mi), san Paolo, 1998.
- S.N. Bulgakov, «Presso le mura di Chersoneso» : per una teologia della cultura, Roma, Lipa 1998.
- S.N. Bulgakov, La luce senza tramonto, Roma, Lipa, 2002.
- S.N. Bulgakov, Il santo Graal. L'eucarestia, Roma, Lipa, 2005.
- S.N. Bulgakov, Lo spirituale della cultura, Roma, Lipa, 2006.
- S.N. Bulgakov, Il cadavere della bellezza, Milano, Medusa, 2012.
- S.N. Bulgakov, Cristo nel mondo, Città del Vaticano, Lateran University Press, 2020.

Altri contributi di Bulgakov sono raccolti nelle antologie: 
- La svolta: "Vechi". L'intelligencija russa tra il 1905 e il 1917, Milano, Jaca Book, 1970,
- Dal profondo, Milano, Jaca Book, 1976,
- «Russia Cristiana»,  CXVI-CXVII, 1971 e CXLI, 1975.

Due altri estratti da Filosofia del nome (Parigi, Ymca-Press, 1953) in «Filosofia e Teologia», VI, 1992, pp. 258–265: Linguaggio e pensiero e La consacrazione dell'icona e suo significato.